# 北極星 (藤巻亮太のアルバム)
「北極星」（ほっきょくせい）は、藤巻亮太の3枚目のアルバム。2017年9月20日に、ビクターエンタテインメントのレーベルであるSPEEDSTAR RECORDSから発売された。

## 概要
レミオロメンのフロントマン藤巻亮太のソロとして3枚目のアルバムである。
今作の『Blue Jet』、『Have a nice day』、『マスターキー』にはレミオロメンでベースを務める前田啓介が、『優しい星』、『紙飛行機』ではレミオロメンのドラムを担当する神宮司治が、それぞれサポートミュージシャンとして参加した。
2017年10月から同年11月まで、本作を提げたツアー「藤巻亮太 Polestar Tour 2017」が開催された。大阪・愛知・宮城・新潟・広島・鹿児島・福岡・山梨・東京を巡る全9公演。千秋楽となった東京公演は2018年4月25日に「藤巻亮太 Polestar Tour 2017 Final at Tokyo」として音源・DVDがリリース。

## 収録曲
1. 優しい星
「三井アウトレットパーク ウインターセール篇」TVCMソング
2. Blue Jet
3. Have a nice day
4. another story
5. マスターキー
6. 波音
7. go my way
TVアニメ「エンドライド」エンディングテーマ。
8. 紙飛行機
9. 北極星
「リブ・マックス ホテルズ&リゾート」TVCMソング。
10. 愛を
11. Life is Wonderful
12. LIFE（初回限定盤のみ収録）
『ツール・ド・東北』公式テーマソング。
13. 3月9日（初回限定盤のみ収録）
大塚製薬「カロリーメイト」CMソング。
レミオロメンの3rdシングルのセルフカバー。

## 演奏
- 藤巻亮太
  - Vocal, Chorus
  - Electric Guitar (#1-12)
  - Acoustic Guitar (#1.2.3.4.7.9-13)
  - Electric Bass (#1.6.7.8.10.12.13)
  - Keyboards (#1.2.5.6.9.10.11)
  - Horn Arrangement (#2.3)
  - Harp (#5.9)
  - Tambourine (#5)
  - Programming (#6.11)
  - Gut Guitar (#11)
- 神宮司治
  - Drums (#1.8)
  - Timpani (#1)
- 前田啓介：Electric Bass (#2.3.5)
- 玉田豊夢
  - Drums (#2.3.5.6.10.11.12.13)
  - Timpani (#2)
  - Tambourine (#3)
- タブゾンビ (SOIL&"PIMP"SESSIONS)
  - Trumpet, Horn Arrangement (#2.3.13)
  - Flugelhorn (#3.13)
  - Piccolo Trumpet (#13)
- 鈴木広志：Tenor Sax (#2)
- 滝本尚史
  - Trombone (#2.13)
  - Euphonium (#2)
- 四家卯大：Cello (#4)
- 沖祥子：Violin (#4)
- 安達錬：Computer Programming (#4)
- 伊藤大地：Drums (#7)
- 曽我淳一：Keyboards, Synthesizer (#7)
- 河村吉宏：Drums, Tambourine, Harp (#9)
- 河野圭：Piano (#10)